# John C. Wells
John Christopher Wells (n. 11 de marzo de 1939) (MA, Cambridge; PhD, Universidad de Londres) es un fonetista británico, profesor en la University College de Londres, donde hasta 2006 fue titular de la cátedra de Fonética, y especialista también en la lengua internacional de esperanto.
Es conocido por su libro y casete Accents of English, el libro y disco compacto The Sounds of the IPA, y el Longman Pronunciation Dictionary. Es también el inventor del alfabeto fonético X-SAMPA. Una considerable parte de la investigación de Wells se focaliza en la descripción fonética de las variedades del inglés. De 2003 a 2007 fue el presidente de la Asociación Fonética Internacional.
Wells es un conocido defensor del idioma esperanto. Fue presidente de la Asociación Universal de Esperanto entre 1989 y 1995. Ha sido miembro de la Akademio de Esperanto desde 1970 hasta 2022 y presidente entre 2007 y 2013. Es autor del diccionario inglés-esperanto más usado y del libro Lingvistikaj Aspektoj de Esperanto.

## Obras

### Ensayos
- 1962 - «A specimen of British English». Maître Phonétique Nr. 117, S. 2-5.
- 1967 - «Specimen. Jamaican Creole». Maître Phonétique, Nr. 127 S. 5.
- 1968 - «Nonprevocalic intrusive r in urban Hampshire». Progress Report, UCL Phonetics Laboratory, S. 56-57
- 1970 - «Local accents in England and Wales». J. Ling., Nr. 6, S. 231-252.
- 1979 - «Final voicing and vowel length in Welsh». Phonetica'. 36.4-5, S. 344-360.
- 1980 - «The brogue that isn't». JIPA vol. 10 (1980), S. 74-79. Puede leerse en línea .
- 1985 - «English accents in England». P. Trudgill (Hrsg.): Language in the British Isles. Cambridge University Press. 55-69.
- 1985 - «English pronunciation and its dictionary representation». R. Ilson: (Hrsg.): Dictionaries, lexicography and language learning. Oxford: Pergamon.
- 1994 - «The Cockneyfication of RP?». G. Melchers u.a. (Hrsg.): Nonstandard Varieties of Language. Papers from the Stockholm Symposium 11-13 April 1991. 198-205. Stockholm Studies in English LXXXIV. Stockholm: Almqvist & Wiksell International.
- 1995 - «New syllabic consonants in English». J. Windsor Lewis (Hrsg.): Studies in General and English Phonetics. Essays in honour of Prof. J.D. O'Connor. London: Routledge. ISBN 0-415-08068-1.
- 1995 - «Age grading in English pronunciation preferences». Proceedings of ICPhS 95, Stockholm, vol. 3:696-699.
- 1996 - «Why phonetic transcription is important». Malsori (Journal of the Phonetic Society of Korea) 31-32, S. 239-242.
- 1997 - «What's happening to Received Pronunciation?». English Phonetics (English Phonetic Society of Japan), 1, S. 13-23.
- 1997 - «Our changing pronunciation». Transactions of the Yorkshire Dialect Society xix, S. 42-48
- 1997 - «One of three named "main technical authors" for Part IV, Spoken language reference materials». En: D. Gibbon u.a. (Hrsg.): Handbook of Standards and Resources for Spoken Language Systems. Berlin: Mouton de Gruyter, 1997.
- 1997 - «Whatever happened to Received Pronunciation?» Medina & Soto (Hrsg): II Jornadas de Estudios Ingleses, Universidad de Jaén, España, S. 19-28.
- 1997 - «Is RP turning into Cockney?». M. P. Dvorzhetska, A. A. Kalita (Hrsg.): Studies in Communicative Phonetics and Foreign Language Teaching Methodology. Kiev State Linguistic University, Ukraine, S. 10-15.
- 1999 - «Which pronunciation do you prefer?». In: IATEFL Bd. 149, June-July 1999, "The Changing Language", S. 10-11.
- 1999 - «Pronunciation preferences in British English. A new survey». Proc. of the 14th International Congress of Phonetic Sciences, San Francisco, 1999.
- 2000 - «British English pronunciation preferences. A changing scene». Journal of the International Phonetic Association (1999) 29 (1), S. 33-50.
- 2000 - «Overcoming phonetic interference». English Phonetics (Journal of the English Phonetic Society of Japan), Nr. 3, S. 9-21.
- 2001 - «Orthographic diacritics». Language Problems and Language Planning 24.3.
- 2002 - «John Wells». K. Brown, V. Law (Hrsg.): Linguistics in Britain. Personal histories. Publications of the Philological Society, 36. Oxford: Blackwell.
- 2002 - «Accents in Britain today». Ewa Waniek-Klimczak, Patrick J. Melia (Hrsg.): Accents and Speech in Teaching English Phonetics and Phonology. Lang, Frankfurt/M. 2002 [2003]. ISBN 3-631-39616-3, S. 9-17.
- 2003 - «Phonetic research by written questionnaire». M. J. Solé, u.a. (Hrsg.): Proc. 15th Int. Congress of Phonetic Sciences, Barcelona, R.4.7:4
- 2003 - «Phonetic symbols in word processing and on the web». M. J. Solé u.a. (Hrsg..): Proc. 15th Int. Congress of Phonetic Sciences, Barcelona, S.2.8:6

### Monografías
- 1962 - A study of the formants of the pure vowels of British English. Tesis de magíster no publicada, University of London. Puede leerse en línea.                                                               .
- 1971 - Practical Phonetics. London: Pitman. ISBN 0-273-43949-9 (en colaboración con G. Colson)
- 1973 - Jamaican pronunciation in London. Publications of the Philological Society xxv. Oxford: Blackwell. ISBN 0-631-14730-6. (Versión revisada de su disertación de doctorado, 1971.)
- 1982 - Accents of English. Tres volúmenes y casete. Cambridge University Press.
- 1990 - Longman Pronunciation Dictionary. Longman. (ESU Duke of Edinburgh's Prize).
- 1993 - Hutchinson Dictionary of Difficult Words. Editado por John Ayto. Oxford: Helicon.
- 1994 - Longman Interactive English Dictionary. Cederrón que incorpora una versión hablada del Longman Pronunciation Dictionary. ACT Multimedia/ Harlow: Longman, ISBN 0-582-23694-0.
- 2000 - Longman Pronunciation Dictionary. Second edition. Harlow: Pearson Education Limited. ISBN 0-582-36468-X (cased edition), 0 582 36467 1 (paperback edition).